# Cybaeus nipponicus
Cybaeus nipponicus är en spindelart som först beskrevs av Toshio Uyemura 1938.  Cybaeus nipponicus ingår i släktet Cybaeus och familjen vattenspindlar. Inga underarter finns listade i Catalogue of Life.